# Туркменский район
Туркме́нский райо́н — территориальная единица в Ставропольском крае России. В границах района образован Туркменский муниципальный округ.
Административный центр — село Летняя Ставка.

## География
Район расположен в северо-восточной части Ставропольского края, граничит с Арзгирским, Благодарненским, Петровским, Ипатовским, Апанасенковским районами и республикой Калмыкия.
Административный центр — село Летняя Ставка, которое находится в 145 км от краевого центра.
Общая площадь территории района по состоянию на 01.01.2011 года составляет 261,2 тыс.га, в том числе сельхозугодий — 239,2 тыс.га, из них пашни — 180,0 тыс.га. Рельеф в основном слабоволнистый с постоянным падением высот, пересечённый балками. Почвы отличаются большим разнообразием, наиболее распространены: чернозёмы предкавказские, тяжёлые суглинистые, тёмно-каштановые, в том числе солонцов до 10 %. Территория относится к степной зоне неустойчивого увлажнения. Климат континентальный, жаркое, сухое лето сменяется мягкой зимой.

## История
Ставропольские туркмены были переселены из Мангышлака на Ставрополье калмыцким правителем Хо-Урлюком, в начале XVII века. Первые письменные источники фиксируют присутствие туркмен на правом берегу Волги уже в 1653 году. 
В конце XVII века и другая часть туркменов была переселена из Мангышлака в калмыцкие кочевья на правом берегу Волги, ханом Аюкой.
Часть переселившихся за Волгу туркмен была насильно уведена мятежным калмыцким ханом Убаши в Китай. Но за рекой Яик 340 туркменских семей бежали и возвратились назад в теперь уже российские владения, где российские власти позволили им кочевать от Волги до реки Кумы на Северном Кавказе.
29 ноября 1860 года было образовано Туркменское приставство в составе Ставропольской губернии.
3 апреля 1920 года Туркменский уезд был преобразован в Туркменский национальный район (статус национального снят в конце 1930-х годов). По другим данным образован в 1920 году.
9 сентября 1929 года Президиум Всероссийского центрального исполнительного комитета постановил: селения Байчара, Каменная Балка и Заветный Туркменского района Ставропольского округа Северо-Кавказского края перечислить в Арзгирский район Терского округа.
20 февраля 1932 года из Виноделинского района в Туркменский район передан участок совхоза № 11.
5 апреля 1941 года в состав Ипатовского района из Туркменского переданы Верхне-Барханчакский, Мало-Барханчакский и Юсуп-Кулакский сельсоветы.
11 января 1943 года Туркменский район освобождён от войск гитлеровской Германии.
2 ноября 1956 года район был упразднён с передачей территории Петровскому, Благодарненскому и Арзгирскому районам.
11 декабря 1970 года район был восстановлен.
16 марта 2020 года все муниципальные образования Туркменского района объединены в Туркменский муниципальный округ.

## Население
| 1926    | 1931    | 1939    | 1979    | 1989    | 1990    | 1991    | 1992    | 1993    | 1994    | 1995    | 1996    |
| ------- | ------- | ------- | ------- | ------- | ------- | ------- | ------- | ------- | ------- | ------- | ------- |
| 8537    | ↗12 729 | ↗15 048 | ↗25 386 | ↗27 022 | ↗27 661 | ↗28 192 | ↗28 700 | ↗29 364 | ↗29 681 | ↗29 802 | ↘29 730 |
| 1997    | 1998    | 1999    | 2000    | 2001    | 2002    | 2003    | 2004    | 2005    | 2006    | 2007    | 2008    |
| ↘29 602 | ↘29 396 | ↗29 729 | ↘29 076 | ↘28 737 | ↘28 045 | ↘27 932 | ↘27 613 | ↘27 316 | ↘26 918 | ↘26 722 | ↘26 302 |
| 2009    | 2010    | 2011    | 2012    | 2013    | 2014    | 2015    | 2016    | 2017    | 2018    | 2019    | 2020    |
| ↘26 145 | ↘25 948 | ↘25 908 | ↘25 449 | ↘24 953 | ↘24 434 | ↘24 183 | ↘24 024 | ↘23 782 | ↘23 522 | ↘23 062 | ↘22 918 |
| 2021    | 2023    | 2024    | 2025    |         |         |         |         |         |         |         |         |
| ↘22 400 | ↘22 217 | ↘22 025 | ↘21 733 |         |         |         |         |         |         |         |         |

Половой состав
По итогам переписи населения 2010 года проживали 12 331 мужчина (47,52 %) и 13 617 женщин (52,48 %).
Национальный состав
По итогам переписи населения 2010 года проживали следующие национальности (национальности менее 1 %, см. в сноске к строке «Другие»):
| Национальность | Численность | Процент |
| -------------- | ----------- | ------- |
| Русские        | 16 155      | 62,26   |
| Туркмены       | 5043        | 19,44   |
| Даргинцы       | 1527        | 5,88    |
| Татары         | 1425        | 5,49    |
| Армяне         | 380         | 1,46    |
| Другие         | 1418        | 5,46    |
| Итого          | 25 948      | 100,00  |

По итогам переписи населения 2020 года проживали следующие национальности (национальности менее 1 % и другое, см. в сноске к строке «Другие»):
| Национальность | Численность, чел. | Доля     |
| -------------- | ----------------- | -------- |
| Русские        | 12 925            | 57,70 %  |
| Туркмены       | 4611              | 20,58 %  |
| Даргинцы       | 1809              | 8,08 %   |
| Татары         | 1273              | 5,68 %   |
| Армяне         | 289               | 1,29 %   |
| Другие         | 1493              | 6,67 %   |
| Итого          | 22 400            | 100,00 % |

## Устройство района на 1920 год
По переписи 1920 года:
Кендже-Кулакская волость площадью 196287 десятин, с центром в ауле Кендже-Кулак
аулы:
- Антуста
- Бойчара
- Сабан
- Шарахалсун
- остальные населенные пункты

Мало-Барханчакская волость площадью 45806 десятин, с центром в ауле Малый Барханчак
аулы:
- Верхний Барханчак
- Новый Барханчак
- Юсуп-Кулак

Маштак-Кулакская волость площадью 60294 десятины, с центром в ауле Маштак-Кулак
- Летняя Ставка
- аул Айгур
- поселок Маштак-Кулак
- аул Чур
- аул Эдисан-Гора
- остальные населенные пункты

Муса-Аджинская волость площадью 389533 десятины, с центром в ауле Муса-Аджи
- Зимняя Ставка (Джелань)
- пос. Качалка

аулы:
- Кума
- Озек-Суат
- Шангрык
- остальные населенные пункты.

Эдильбайская волость площадью 104964 десятины, с центром в ауле Эдильбай
аулы:
- Башанта
- Куликовы Копани
- Кучерли
- остальные населенные пункты

## Муниципально-территориальное устройство до 2020 года
С 2004 до марта 2020 года в Туркменский муниципальный район входили 11 сельских поселений:
| №  | Сельское поселение           | Административный центр | Количество населённых пунктов | Население (чел.) | Площадь (км²) |
| -- | ---------------------------- | ---------------------- | ----------------------------- | ---------------- | ------------- |
| 1  | село Казгулак                | село Казгулак          | 1                             | ↗1733            | 186,37        |
| 2  | село Камбулат                | село Камбулат          | 1                             | ↘1952            | 153,01        |
| 3  | село Малые Ягуры             | село Малые Ягуры       | 1                             | ↘1692            | 135,02        |
| 4  | Владимировский сельсовет     | посёлок Владимировка   | 2                             | ↗1465            | 176,36        |
| 5  | Кендже-Кулакский сельсовет   | село Кендже-Кулак      | 2                             | ↘1832            | 200,67        |
| 6  | Красноманычский сельсовет    | посёлок Красный Маныч  | 4                             | ↘1457            | 446,29        |
| 7  | Куликово-Копанский сельсовет | аул Куликовы Копани    | 2                             | ↘1407            | 168,20        |
| 8  | Кучерлинский сельсовет       | село Кучерла           | 3                             | ↘2971            | 330,13        |
| 9  | Летнеставочный сельсовет     | село Летняя Ставка     | 4                             | ↘5042            | 299,60        |
| 10 | Новокучерлинский сельсовет   | посёлок Ясный          | 2                             | ↗1057            | 253,13        |
| 11 | Овощинский сельсовет         | село Овощи             | 3                             | ↘2310            | 281,77        |

## Населённые пункты
Распределение населения района
 Летняя Ставка (17,74 %) Овощи (9,34 %) Камбулат (9,39 %) Казгулак (7,26 %) Малые Ягуры (8,34 %) остальные (47,93 %)
В состав территории района и соответствующего муниципального округа входят 25 населённых пунктов.
| №  | Населённый пункт | Тип     | Население | Муниципальное образование    |
| -- | ---------------- | ------- | --------- | ---------------------------- |
| 1  | Берёзовский      | посёлок | ↗400      | Летнеставочный сельсовет     |
| 2  | Владимировка     | посёлок | ↘1010     | Владимировский сельсовет     |
| 3  | Голубиный        | посёлок | ↘300      | Красноманычский сельсовет    |
| 4  | Казгулак         | село    | ↘1578     | село Казгулак                |
| 5  | Камбулат         | село    | ↗2041     | село Камбулат                |
| 6  | Кендже-Кулак     | село    | ↗1100     | Кендже-Кулакский сельсовет   |
| 7  | Красная Поляна   | посёлок | ↗200      | Овощинский сельсовет         |
| 8  | Красный Маныч    | посёлок | ↘900      | Красноманычский сельсовет    |
| 9  | Куликовы Копани  | аул     | ↘1105     | Куликово-Копанский сельсовет |
| 10 | Кучерла          | село    | ↘1174     | Кучерлинский сельсовет       |
| 11 | Летняя Ставка    | село    | ↘3855     | Летнеставочный сельсовет     |
| 12 | Малые Ягуры      | село    | ↗1813     | село Малые Ягуры             |
| 13 | Маштак-Кулак     | аул     | ↘300      | Владимировский сельсовет     |
| 14 | Новокучерлинский | посёлок | ↘100      | Новокучерлинский сельсовет   |
| 15 | Новорагулинский  | посёлок | ↘200      | Красноманычский сельсовет    |
| 16 | Овощи            | село    | ↘2030     | Овощинский сельсовет         |
| 17 | Отрадный         | посёлок | ↗200      | Овощинский сельсовет         |
| 18 | Поперечный       | посёлок | ↘200      | Летнеставочный сельсовет     |
| 19 | Прудовый         | посёлок | ↘100      | Красноманычский сельсовет    |
| 20 | Сабан-Антуста    | аул     | ↗900      | Кендже-Кулакский сельсовет   |
| 21 | Таврический      | посёлок | ↗300      | Куликово-Копанский сельсовет |
| 22 | Троицкий         | посёлок | ↗200      | Кучерлинский сельсовет       |
| 23 | Чур              | аул     | ↘700      | Летнеставочный сельсовет     |
| 24 | Шарахалсун       | аул     | ↗1620     | Кучерлинский сельсовет       |
| 25 | Ясный            | посёлок | ↘1000     | Новокучерлинский сельсовет   |

## Местное самоуправление
Глава муниципального района
- с 4 марта 2012 года — Нехаенко Сергей Алексеевич[44]

Главы администрации муниципального района
- с декабря 2004 года по 12 декабря 2014 года — Долин Владимир Александрович[45][46]
- с 16 декабря 2014 года — Ефимов Геннадий Викторович[47]

Председатель Думы муниципального округа
- Гребенникова Любовь Ивановна[48]

## Инфраструктура
Образовательный комплекс представлен 14 детскими дошкольными учреждениями, 16 общеобразовательными школами.
Население обслуживают 18 домов культуры, 17 библиотек, 2 детские музыкальные школы, 5 народных коллективов.
Туркменская центральная районная больница, пять участковых больниц, две врачебные амбулатории, 14 фельдшерско-акушерских пунктов, 18 аптек.

## Экономика
Агропромышленный комплекс — 7 сельскохозяйственных производственных кооператива, 6 обществ с ограниченной ответственностью, 416 крестьянско-фермерских хозяйств и 8968 личных подсобных хозяйств.